# アレクサンダー・ペヤ
 アレクサンダー・ペヤ（Alexander Peya, 1980年6月27日 - ）は、オーストリア・ウィーン出身の男子プロテニス選手。4大大会では、2018年ウィンブルドン選手権混合ダブルスでの優勝がある。これまでにATPツアーでダブルス14勝を挙げている。右利き、バックハンド・ストロークは片手打ち。自己最高ランキングはシングルス92位、ダブルス3位。

## ATPツアー決勝進出結果

### ダブルス: 40回 (14勝26敗)
| 結果   | No. | 決勝日         | 大会                   | サーフェス     | パートナー               | 対戦相手                                              | スコア                  |
| ------ | --- | -------------- | ---------------------- | -------------- | ------------------------ | ----------------------------------------------------- | ----------------------- |
| 準優勝 | 1.  | 2003年7月21日  | キッツビュール         | クレー         | ユルゲン・メルツァー     | マルティン・ダム シリル・スーク                       | 4-6, 4-6                |
| 準優勝 | 2.  | 2006年5月7日   | ミュンヘン             | クレー         | ビョルン・ファウ         | アンドレイ・パベル アレクサンダー・ワスケ             | 4–6, 2–6                |
| 準優勝 | 3.  | 2008年10月12日 | ウィーン               | ハード (室内)  | フィリップ・ペッシュナー | マックス・ミルヌイ アンディ・ラム                     | 1–6, 5–7                |
| 準優勝 | 4.  | 2011年2月27日  | デルレイビーチ         | ハード         | クリストファー・カス     | スコット・リプスキー ラジーブ・ラム                   | 6–4, 4–6, [10-12]       |
| 準優勝 | 5.  | 2011年5月1日   | ベオグラード           | クレー         | オリバー・マラチ         | フランティセク・チェルマク フィリップ・ポラーシェク   | 2–6, 6–73               |
| 優勝   | 1.  | 2011年7月21日  | ハンブルク             | クレー         | オリバー・マラチ         | フランティセク・チェルマク フィリップ・ポラーシェク   | 6–4, 6–1                |
| 準優勝 | 6.  | 2011年7月31日  | グシュタード           | クレー         | クリストファー・カス     | フランティセク・チェルマク フィリップ・ポラーシェク   | 3–6, 6–7(9)             |
| 準優勝 | 7.  | 2011年8月27日  | ウィンストン・セーラム | ハード         | クリストファー・カス     | アンディ・ラム ジョナサン・エルリック                 | 6–7(2), 4–6             |
| 優勝   | 2.  | 2012年1月11日  | オークランド           | ハード         | オリバー・マラチ         | フランティセク・チェルマク フィリップ・ポラーシェク   | 6–3, 6–2                |
| 準優勝 | 8.  | 2012年7月15日  | ボースタード           | クレー         | ブルーノ・ソアレス       | ロベルト・リンドステット ホリア・テカウ               | 3–6, 6–7(5)             |
| 優勝   | 3.  | 2012年9月30日  | クアラルンプール       | ハード (室内)  | ブルーノ・ソアレス       | コリン・フレミング ロス・ハチェンス                   | 6–2, 6–4                |
| 優勝   | 4.  | 2012年10月7日  | 東京                   | ハード         | ブルーノ・ソアレス       | ラデク・ステパネク リーンダー・パエス                 | 6–3, 7–6(5)             |
| 優勝   | 5.  | 2012年10月28日 | バレンシア             | ハード (室内)  | ブルーノ・ソアレス       | フェルナンド・ベルダスコ ダビド・マレーロ             | 6-3, 6-2                |
| 優勝   | 6.  | 2013年3月2日   | サンパウロ             | クレー         | ブルーノ・ソアレス       | フランティシェク・チェルマク ミハル・メルティナク     | 6–7(5), 6–2, [10–7]     |
| 優勝   | 7.  | 2013年4月28日  | バルセロナ             | クレー         | ブルーノ・ソアレス       | ロベルト・リンドステット ダニエル・ネスター           | 5-7, 7-6(7), [10-4]     |
| 準優勝 | 9.  | 2013年5月12日  | マドリード             | クレー         | ブルーノ・ソアレス       | ボブ・ブライアン マイク・ブライアン                   | 2–6, 3–6                |
| 準優勝 | 10. | 2013年6月16日  | ロンドン               | 芝             | ブルーノ・ソアレス       | ボブ・ブライアン マイク・ブライアン                   | 6–4, 5–7 [3–10]         |
| 優勝   | 8.  | 2013年6月21日  | イーストボーン         | 芝             | ブルーノ・ソアレス       | コリン・フレミング ジョナサン・マレー                 | 3–6, 6–3, [10–8]        |
| 準優勝 | 11. | 2013年7月21日  | ハンブルク             | クレー         | ブルーノ・ソアレス       | マルチン・マトコフスキ マリウシュ・フィルステンベルク | 6–3, 1–6, [8–10]        |
| 優勝   | 9.  | 2013年8月11日  | モントリオール         | ハード         | ブルーノ・ソアレス       | アンディ・マリー コリン・フレミング                   | 6–4, 7–6(4)             |
| 準優勝 | 12. | 2013年9月8日   | 全米オープン           | ハード         | ブルーノ・ソアレス       | ラデク・ステパネク リーンダー・パエス                 | 1–6, 3–6                |
| 優勝   | 10. | 2013年10月27日 | バレンシア             | ハード (室内)  | ブルーノ・ソアレス       | ボブ・ブライアン マイク・ブライアン                   | 7–6(8), 6–7(8), [13–11] |
| 準優勝 | 13. | 2013年11月3日  | パリ                   | ハード (室内)  | ブルーノ・ソアレス       | ボブ・ブライアン マイク・ブライアン                   | 3–6, 3–6                |
| 準優勝 | 14. | 2014年1月3日   | ドーハ                 | ハード         | ブルーノ・ソアレス       | トマーシュ・ベルディハ ヤン・ハジェク                 | 2-6, 4-6                |
| 準優勝 | 15. | 2014年1月11日  | オークランド           | ハード         | ブルーノ・ソアレス       | マルセロ・メロ ユリアン・ノール                       | 6–4, 3–6, [5–10]        |
| 準優勝 | 16. | 2014年3月16日  | インディアンウェルズ   | ハード         | ブルーノ・ソアレス       | ボブ・ブライアン マイク・ブライアン                   | 4–6, 3–6                |
| 優勝   | 11. | 2014年6月16日  | ロンドン               | 芝             | ブルーノ・ソアレス       | ジェイミー・マリー ジョン・ピアース                   | 6–4, 5–7 [3–10]         |
| 準優勝 | 17. | 2014年6月21日  | イーストボーン         | 芝             | ブルーノ・ソアレス       | トレト・ユーイ ドミニク・イングロット                 | 5–7, 7–5, [8–10]        |
| 準優勝 | 18. | 2014年7月20日  | ハンブルク             | クレー         | ブルーノ・ソアレス       | マリン・ドラガニャ フロリン・メルジャ                 | 4–6, 5–7                |
| 優勝   | 12. | 2014年8月10日  | トロント               | ハード         | ブルーノ・ソアレス       | イワン・ドディグ マルセロ・メロ                       | 6–4, 6–3                |
| 優勝   | 13. | 2015年5月3日   | ミュンヘン             | クレー         | ブルーノ・ソアレス       | アレクサンダー・ズベレフ ミーシャ・ズベレフ           | 4–6, 6–1, [10–5]        |
| 準優勝 | 20. | 2015年6月14日  | シュトゥットガルト     | クレー         | ブルーノ・ソアレス       | ロハン・ボパンナ フロリン・メルジャ                   | 5–7, 6–2, [10–7]        |
| 準優勝 | 20. | 2015年9月27日  | サンクトペテルブルク   | ハード         | ユリアン・ノール         | トレト・ユーイ ヘンリ・コンティネン                   | 5–7, 3–6                |
| 優勝   | 14. | 2015年11月1日  | バーゼル               | ハード (室内)  | ブルーノ・ソアレス       | ジェイミー・マリー ジョン・ピアーズ                   | 7–5, 7–5                |
| 準優勝 | 21. | 2016年1月8日   | ドーハ                 | ハード         | フィリップ・ペッシュナー | フェリシアーノ・ロペス マルク・ロペス                 | 4–6, 3–6                |
| 準優勝 | 22. | 2014年2月14日  | ロッテルダム           | ハード（室内） | フィリップ・ペッシュナー | ニコラ・マユ バセク・ポスピシル                       | 6–7(2), 4–6             |
| 準優勝 | 23. | 2016年2月27日  | アカプルコ             | ハード         | フィリップ・ペッシュナー | トレト・ユーイ マックス・ミルヌイ                     | 6–7(5), 3–6             |
| 準優勝 | 24. | 2016年6月19日  | ハレ                   | 芝             | ルカシュ・クボット       | レイベン・クラーセン ラジーブ・ラム                   | 6–7(5), 2–6             |
| 準優勝 | 25. | 2016年7月24日  | ワシントン             | ハード         | ルカシュ・クボット       | ダニエル・ネスター エドゥアール・ロジェ＝バセラン     | 6–7(3), 6–7(4)          |
| 準優勝 | 26. | 2017年7月20日  | バルセロナ             | クレー         | フィリップ・ペッシュナー | フロリン・メルジェ アイサム・ウル・ハク・クレシ       | 4–6, 3–6                |

## 4大大会シングルス成績
略語の説明
| W | F | SF | QF | #R | RR | Q# | LQ | A | Z# | PO | G | S | B | NMS | P | NH |

W=優勝, F=準優勝, SF=ベスト4, QF=ベスト8, #R=#回戦敗退, RR=ラウンドロビン敗退, Q#=予選#回戦敗退, LQ=予選敗退, A=大会不参加, Z#=デビスカップ/BJKカップ地域ゾーン, PO=デビスカップ/BJKカッププレーオフ, G=オリンピック金メダル, S=オリンピック銀メダル, B=オリンピック銅メダル, NMS=マスターズシリーズから降格, P=開催延期, NH=開催なし.
| 大会           | 2004 | 2005 | 2006 | 2007 | 2008 | 2009 | 通算成績 |
| -------------- | ---- | ---- | ---- | ---- | ---- | ---- | -------- |
| 全豪オープン   | LQ   | A    | A    | LQ   | LQ   | LQ   | 0–0      |
| 全仏オープン   | 1R   | LQ   | A    | 1R   | LQ   | A    | 0–2      |
| ウィンブルドン | 2R   | LQ   | 1R   | 1R   | 1R   | 1R   | 1-5      |
| 全米オープン   | 3R   | LQ   | LQ   | LQ   | LQ   | LQ   | 2–1      |